# Трощине
Трощине (словен. Troščine) — поселення в общині Гросуплє, Осреднєсловенський регіон, Словенія. Висота над рівнем моря: 457,6 м.